# Augustália

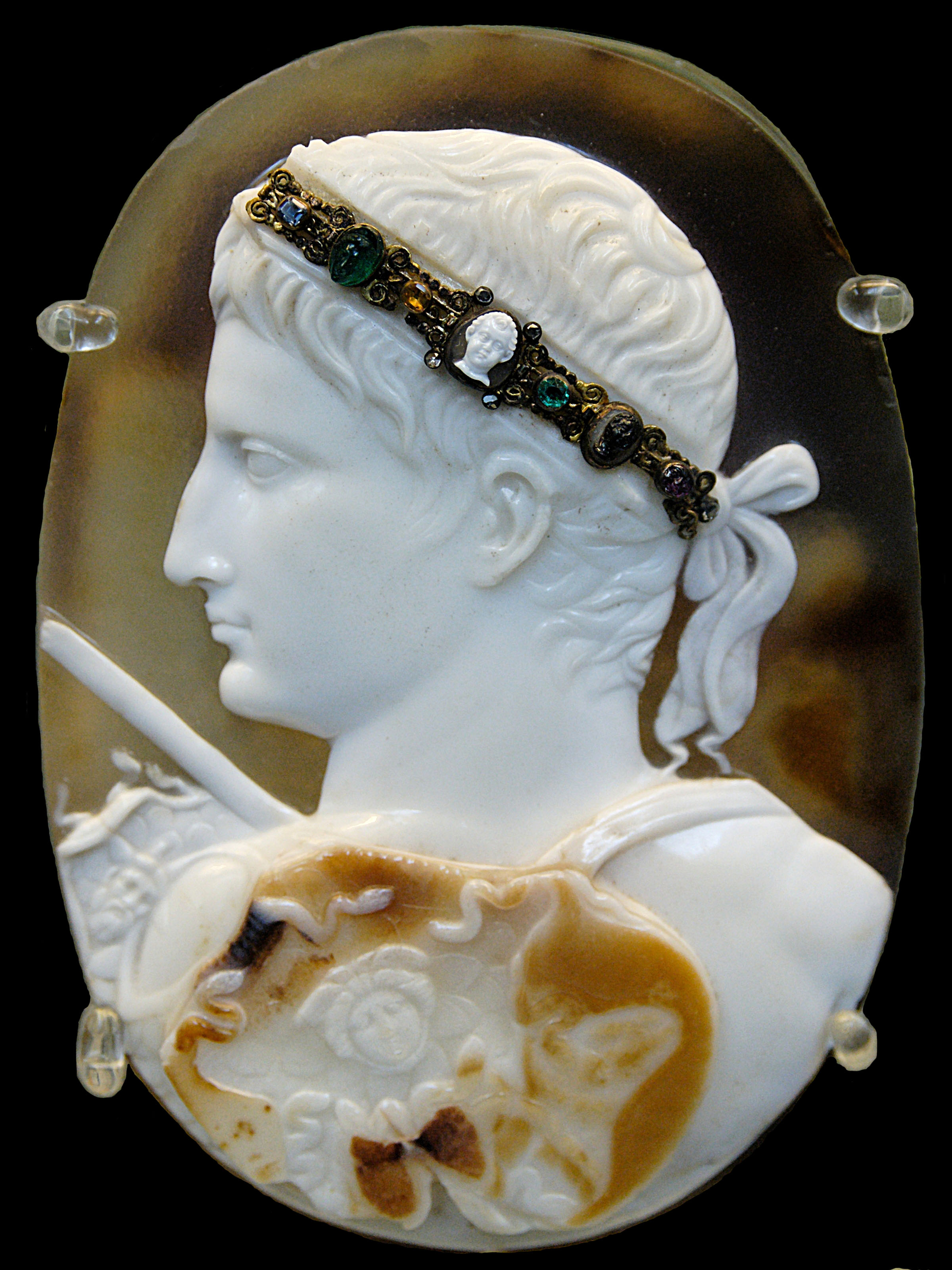
Camafeu Blacas (do início do século I), exibindo Augusto com uma égide.

A Augustália, conhecida também como Jogos Augustanos (em latim: Ludi Augustales), foi um festival comemorado todo dia 12 de outubro em homenagem a Augusto, o primeiro imperador romano. Foi criada em conjunto com um altar para Fortuna Redux, marcando o retorno de Augusto da Ásia Menor para Roma em 19 a.C.. Os pontífices e vestais conduziam sacrifícios, e a data se tornou um feriado (feriae) no calendário religioso de Roma.
O altar dedicado a Fortuna Redux foi inaugurado em 12 de outubro de 19 a.C., mas foi aberto em 15 de dezembro. Até a morte de Augusto em 14 d.C., Fortuna Redux foi a destinatária de honras religiosas, e o nome Augustália não aparece em fontes antes desse tempo. Durante sua vida, Augusto foi homenageado como Jogos Augustanos, jogos (jogos), oferecidos por iniciativa individual dos magistrados romanos. A rigor, a Augustália foi um "aniversário-sacrifício", embora Augustália também possa se referir as comemorações para Augusto sobre seu aniversário, em 23 de setembro.
Augusto documentou o estabelecimento do festival em suas realizações póstumas em primeira pessoa (Res Gestae Divi Augusti), enfatizando que o festival leva o seu cognome. Os festivais romanos eram muitas vezes dedicados as divindades que cultuavam (Neptunália, de Netuno ou Cereália para Ceres), mas não declaravam a implicação de status divino para Augusto. A criação da Augustália assim, marca um passo importante para o desenvolvimento do culto imperial.
A Augustália abreviada como AVG, aparece em calendários com grandes letras maiúsculas, como um dos mais antigos festivais de divindades da religião arcaica de Roma. Ela ocorre entre a Meditrinália (11 de outubro) e a Fontinália (13 de outubro), ambas de notório passado.